# Economia de Macedònia del Nord
L'economia de Macedònia del Nord és vulnerable a la situació econòmica d'Europa a causa dels forts lligams bancaris i comercials, i depèn d'una bona evolució de les negociacions amb la intenció de l'ingrés a la Unió Europea perquè mantingui un creixement econòmic continuat.
Quan es va independitzar en 1991 Macedònia del Nord era la menys desenvolupada economia de les ex-repúbliques de Iugoslàvia, i era responsable per solament 5% del PIB de l'antiga federació. Actualment, el país contínua a ser un dels països més pobres de l'Europa, i té un extens sector econòmic informal.
L'agricultura i la indústria són els dos camps primaris de l'economia de Macedònia del Nord. L'economia estatal anima un mercat lliure; el resultat ha estat una alça en el sector privat del país.
El turisme també és part important de l'economia. Els llocs naturals i culturals del país atreuen anualment més de 700 000 turistes al país.